# 白井勇
白井 勇（しらい いさみ、1898年（明治31年）6月19日 - 1984年（昭和59年）4月12日）は、日本の政治家、参議院議員。
全国食糧検査協会理事長を務めるなど食糧行政の権威として重きを成した。

## 経歴
庄内藩新徴組取扱役・西郷村長だった白井重遠の6男として山形県西田川郡鶴岡町（現・鶴岡市）に生まれる。1917年（大正6年）に山形県立荘内中学校）を卒業し、北海道帝国大学予科を経て東京帝国大学農学部農政経済科に進学。1925年（大正14年）に大学を卒業すると農林省に入省し、仙台米穀事務所長(1933年（昭和8年）)・食糧庁検査課長(1945年（昭和20年）)で退官する。
1953年（昭和28年）4月24日の第3回参議院議員通常選挙に全国区から無所属で出馬、362,293票を得て初当選し左派社会党に入党するが翌年社会党から除名、自由党に入る。1959年（昭和34年）の第5回参議院議員通常選挙で落選するが、7月24日に行われた山形県選挙区補欠選挙で自由民主党の公認を得て出馬。255,699票を得て国政復帰を果した。以後1974年（昭和49年）まで4期務める。1984年（昭和59年）4月12日に死去、墓地は東京都府中市の多磨霊園(26-1-39)にある。

## 叙位・叙勲
- 1974年（昭和49年）4月29日 - 勲二等旭日重光章[2]
- 1984年（昭和59年）4月12日 - 従三位[3]

## 家族・親族
祖父・重言は庄内藩蝦夷地元締を務め、父・重遠は新徴組隊長を務め、
遠縁には白井重行（儒学者）・白井重固（歌人）・白井重高（漢学者）・白井久井（婦人運動家）がいる。
長兄・重任は教育者で、その息子にあたる重麿は鶴岡市長を務めた。次兄・重士は陸軍少佐。